# سند حسابداری

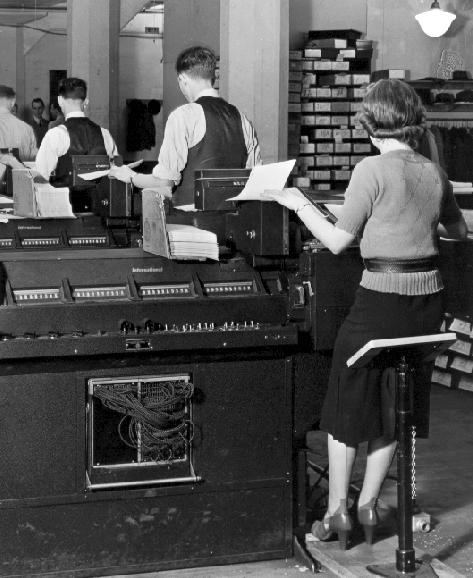
صحنه ای از عملیات حسابداری اولیه اداره تأمین اجتماعی ایالات متحده (SSA) در بالتیمور در حدود سال ۱۹۳۶.

اسناد حسابداری منابع کلیدی اطلاعات و شواهد مورد استفاده برای تهیه، تأیید یا حسابرسی صورت‌های مالی هستند. آنها همچنین شامل اسنادی برای اثبات مالکیت دارایی برای ایجاد بدهی و اثبات معاملات پولی و غیر پولی هستند.
اسناد حسابداری می‌تواند اشکال مختلفی داشته باشد و شامل موارد زیر باشد:
- دفتر کل
- مجلات
- اظهارات بانک
- قراردادها و قراردادها
- اظهارات تأیید
- رسید حمل و نقل
- فاکتورها

اسناد حسابداری هر سندی را که در تهیه صورتهای مالی یک شرکت نقش دارد، مانند صورت سود و زیان و ترازنامه، دوباره گروه‌بندی می‌کند. آنها شامل سوابق معاملات پولی، دارایی‌ها و بدهی‌ها، دفاتر، مجلات، و غیره هستند. اسناد و سوابق حسابداری اشیای فیزیکی هستند که معاملات بر اساس آنها وارد و خلاصه می‌شود. به عنوان مثال می‌توان به مواردی مانند چک‌های باطل، صورت حساب‌های پرداخت شده، حقوق و دستمزد، دفاتر زیرمجموعه، تسویه حساب‌های بانکی اشاره کرد.
سوابق حسابداری می‌تواند به صورت فیزیکی یا الکترونیکی باشد.
در برخی از ایالت‌ها، نهادهای حسابداری قوانینی را برای رسیدگی به سوابق از منظر ارائه صورت‌های مالی یا منظر حسابرسی تعیین می‌کنند. قوانین در کشورهای مختلف متفاوت است و صنایع مختلف الزامات خاصی برای نگهداری سوابق دارند.
اسناد حسابداری برای همه انواع حسابداری از جمله حسابداری مالی، حسابداری بهای تمام شده و همچنین برای انواع مختلف سازمان‌ها، شرکت‌ها، شراکت‌ها، شرکت‌های LLC و برای عدم سود یا سود مهم هستند.